# Dobre Paraschiv
Dobre Paraschiv, romunski general, * 1884, † 1942.